# Dominik Maniecki
Dominik Maniecki herbu Sokola – świecki pisarz wielki koronny w 1776 roku.
W 1780 roku będąc posłem na sejm z województwa czernihowskiego został wybrany sędzią sejmowym. Poseł czernihowski na sejm 1782 roku. Sędzia sejmowy ze stanu rycerskiego w 1782 roku. Poseł na sejm 1784 roku z województwa wołyńskiego.